# المبرهنة الأساسية للتفاضل والتكامل

هذه الصورة توضح كيفية تقسيم السطح تحت المنحني إلى أجزاء مستطيلة لحساب مجموع الأجزاء.

النظرية الأساسية للتفاضل والتكامل تربط بين عملتي التفاضل والتكامل.
الجزء الأول من النظرية ينص على أن التكامل المحدد يمكن عكسه بالتفاضل.
الجزء الثاني من النظرية يمكن الشخص من حساب تكامل محدد لدالة باستخدام أحد اشتقاقاتها العكسية غير المحدودة كثرة. هذا الجزء من النظرية لهُ أهمية كبيرة عملياً لأنه يسهل حساب التكاملات المحددة بشكل كبير.

## الصيغ الأساسية
تقول المبرهنة :

I.

لتكن f دالة حقيقية مستمرة معرفة على مجال مغلق [a, b]. إذا كانت F دالة معرفة للمتغير x ضمن المجال [a, b] فإن
{\displaystyle F(x)=\int _{a}^{x}f(t)\,dt}
عندئذ :
{\displaystyle F'(x)=f(x)\,}
من أجل كل قيمة ل x في (a, b).

II.

لتكن f دالة حقيقية معرفة على المجال المغلق [a, b]. إذا كانت F دالة معرفة بحيث تحقق
{\displaystyle f(x)=F'(x)\,} أيا كانت قيمة x ضمن المجال (a, b)عندئذ :
{\displaystyle \int _{a}^{b}f(x)dx=F(b)-F(a)}.

### النتيجة
لتكن f دالة حقيقية معرفة على المجال المغلق [a, b]. إذا كانت F دالة معرفة بحيث تحقق
{\displaystyle f(x)=F'(x)\,} أيا كانت قيمة x ضمن المجال (a, b)
عندئذ
{\displaystyle F(x)=\int _{a}^{x}f(t)dt+F(a)}
و
{\displaystyle f(x)={\frac {d}{dx}}\int _{a}^{x}f(t)dt}.

## مثال
لنحسب التكامل التالي:
{\displaystyle \displaystyle \int _{3}^{9}x^{3}\,\mathrm {d} x.}
هنا لدينا {\displaystyle f(x)=x^{3}}، أي يمكن استعمال {\displaystyle F(x)={\dfrac {x^{4}}{4}}} كمشتق عكسي. بالتالي:
{\displaystyle \displaystyle \int _{3}^{9}x^{3}\,\mathrm {d} x=F(9)-F(3)={\dfrac {9^{4}}{4}}-{\dfrac {3^{4}}{4}}={\dfrac {6480}{4}}=1620.}